# Jänkkäjärvi (Karesuando socken, Lappland, 759483-175701)
Jänkkäjärvi är en sjö i Kiruna kommun i Lappland och ingår i Torneälvens huvudavrinningsområde. Sjön har en area på 0,417 kvadratkilometer och ligger 356 meter över havet.

## Delavrinningsområde
Jänkkäjärvi ingår i det delavrinningsområde (759567-175502) som SMHI kallar för Mynnar i Idijärvi. Medelhöjden är 389 meter över havet och ytan är 42,19 kvadratkilometer. Det finns inga avrinningsområden uppströms utan avrinningsområdet är högsta punkten. Sotkajärvenjoki som avvattnar avrinningsområdet har biflödesordning 4, vilket innebär att vattnet flödar genom totalt 4 vattendrag innan det når havet efter 451 kilometer. Avrinningsområdet består mestadels av skog (49 procent) och sankmarker (48 procent). Avrinningsområdet har 1 kvadratkilometer vattenytor vilket ger det en sjöprocent på 2,4 procent.